# Eurocopter X3
Pour les articles homonymes, voir X3.
L'Airbus Helicopters X3 (prononcer « X-cube ») est un gyrodyne expérimental construit par Eurocopter renommé Airbus Helicopters en 2014. Il fait suite aux prototypes d'hélicoptères rapides de Boeing le X-wing (rotor/aile en X) et de Sikorsky le X2 (deux rotors coaxiaux contrarotatifs).
Le X3 est le démonstrateur technologique du H3 (High-speed Hybrid Helicopter), un hélicoptère hybride à grande vitesse et long rayon d'action.
Le démonstrateur X3 est doté de deux turbines à combustion qui entraînent, par la boîte de transmission principale, un rotor principal horizontal à cinq pales et les deux propulseurs à hélice installés sur des moignons d'ailes.
C'est l'assemblage entre une cellule de Dauphin et une boîte de transmission principale d'Eurocopter EC175 possédant deux sorties supplémentaires pour les hélices propulsives. La propulsion est assurée par deux moteurs du NH90, les Rolls-Royce Turbomeca RTM322 ; ils sont reliés aux hélices par un arbre.

## Présentation
La machine n'a pas besoin de rotor de queue anti-couple, cette fonction étant assurée par une différence de poussée entre les deux hélices de propulsion. Combinant la vitesse d'un avion et la souplesse d'un hélicoptère, en particulier au décollage, le X3 a effectué son premier vol le 6 septembre 2010 au départ des installations de la direction générale de l'Armement française sur la base aérienne 125 Istres-Le Tubé. Le 12 mai 2011, le X3 a atteint 430 km/h durant plusieurs minutes.
Le prototype est présenté au salon du Bourget 2011.
Les performances sont très bonnes en montée (50°, 25 m/s), en accélération et en freinage.
Le 7 juin 2013, le X3 a volé à 472 km/h à 3 000 m, et auparavant a atteint 487 km/h en descente, devenant ainsi le gyrodyne le plus rapide du monde.
Après plus de 155 heures de vol enregistrées en 199 sorties, Airbus Helicopters remet le X3 au musée de l’Air et de l’Espace, situé sur l’aéroport de Paris-Le Bourget (Seine-Saint-Denis) le 17 juin 2014. Accueilli dans le Hall Concorde, il y occupe une place de choix aux côtés d’autres légendes de l’aviation à grande vitesse, à savoir les deux exemplaires du supersonique Concorde et le chasseur bombardier Mirage IV A.
En mars 2017, il est transféré au Musée de l'Aviation de Saint-Victoret (Bouches-du-Rhône).

## Fabrication

### Réutilisation de technologies
Afin de minimiser le coût du projet X3 plusieurs parties ont été reprises à partir d’autres hélicoptères :
- La cellule est celle du Dauphin AS365N3
- La boite de transmission principale est celle de l'EC175, modifiée pour ajouter les entrainements des hélices de propulsion
- Le rotor principal (cinq pales) est celui de l'EC155
- Deux moteurs du NH90

### Site de fabrication
Sachant que plusieurs parties qui constituent l’aéronef sont empruntées à partir d'autres hélicoptères plus anciens, on peut dire que le X3 est un puzzle, c’est pourquoi sa fabrication a eu lieu dans le centre du prototypage de Marignane, qui possédait déjà chaque partie du puzzle.
Il a donc fallu livrer les pales, fabriqués à l’usine de La Courneuve, et les moteurs Rolls-Royce Turbomeca RTM 322 fabriqués à Bordes (64).

## Marché visé
Le X3 avec sa grande vitesse en vol en palier et ses caractéristiques d’hélicoptère (décollage vertical, vol stationnaire…) est conçu pour le secteur offshore  et le sauvetage en mer.
Un large éventail d'utilisations est envisagé pour le X3 : missions de recherche et sauvetage (SAR) sur de longues distances, patrouilles de garde-côtes, missions de surveillance aux frontières, transport de passagers, transfert de personnel vers les plateformes offshores et navettes interurbaines.
Selon son constructeur, cet appareil conviendra également aux missions militaires dans le cadre des opérations des forces spéciales, au transport de troupes, aux missions de recherche et sauvetage au combat et aux évacuations médicales. Toutes ces missions pourront s'appuyer sur une vitesse de croisière élevée et d'excellentes performances de décollage et d'atterrissage verticaux.

## Préservation
Le 18 juin 2014, le X3 a été confié pour deux ans au Musée de l'Air et de l'Espace. Début 2017, il est transféré dans les Bouches-du-Rhône, à Saint-Victoret.
Le 30 mars 2017, lors d'une cérémonie officielle en présence des dirigeants d'Airbus Helicopters, cet exemplaire unique du X3 est remis au Musée de l'Aviation de Saint-Victoret, ce qui vient enrichir la collection d'hélicoptères fabriqués à Marignane depuis les années 1950 visibles dans ce musée.

## Galerie

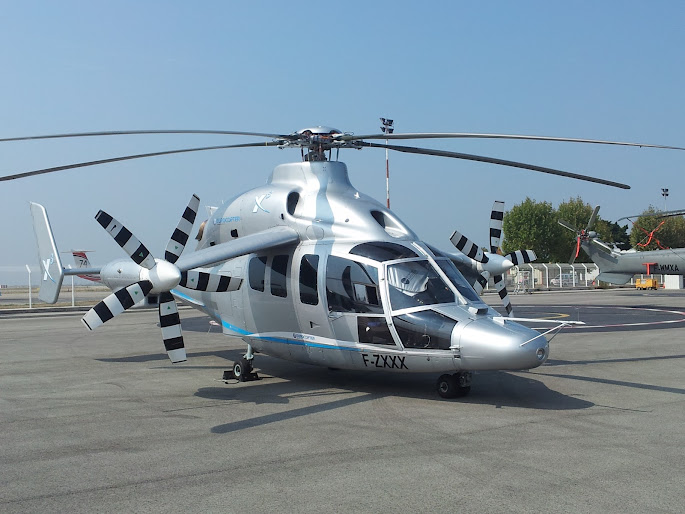
Eurocopter X3 au sol, lors du Family Day, à l'usine de Marignane en septembre 2012.
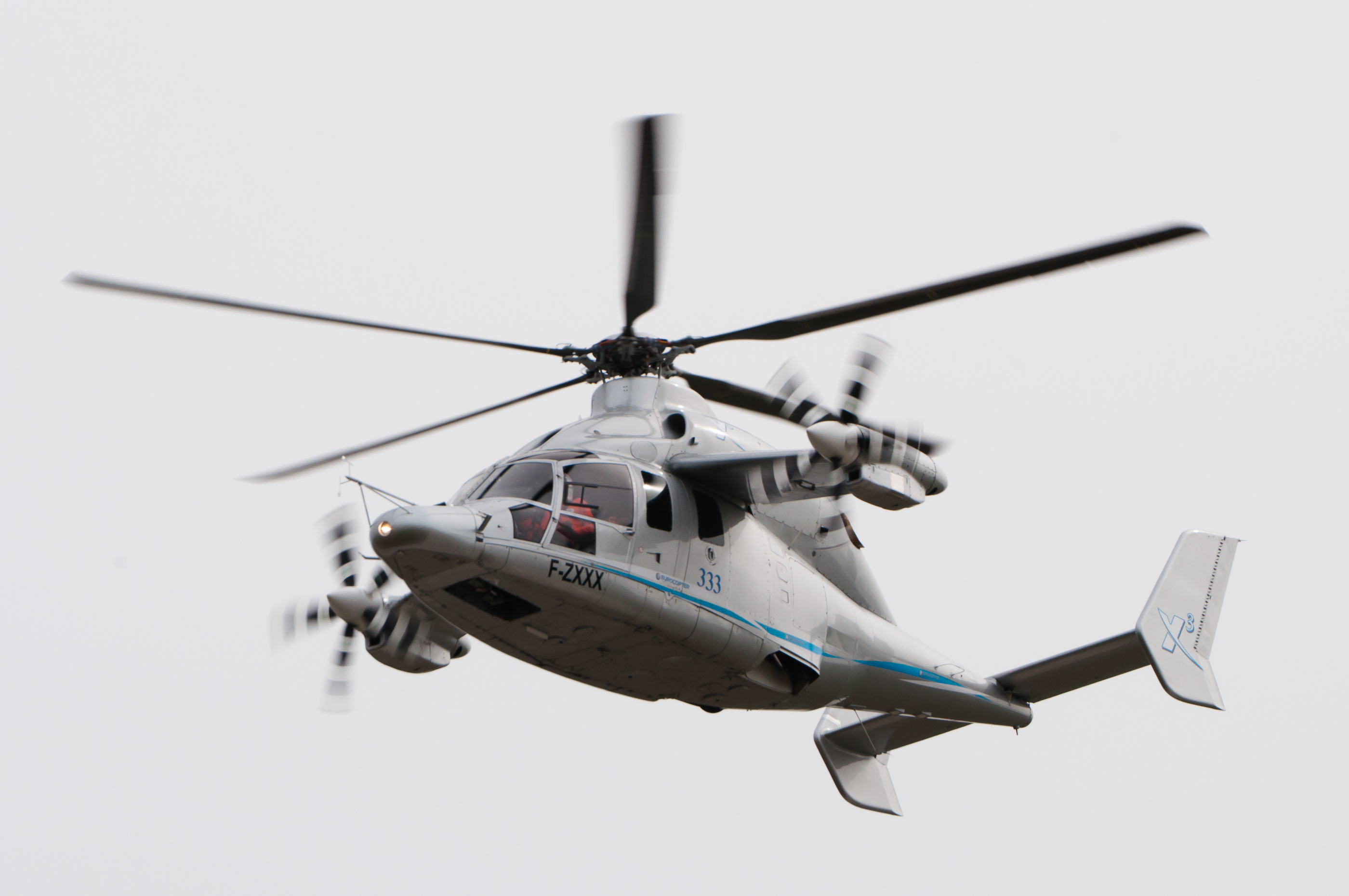
Eurocopter X3 au ILA Air Show 2012.
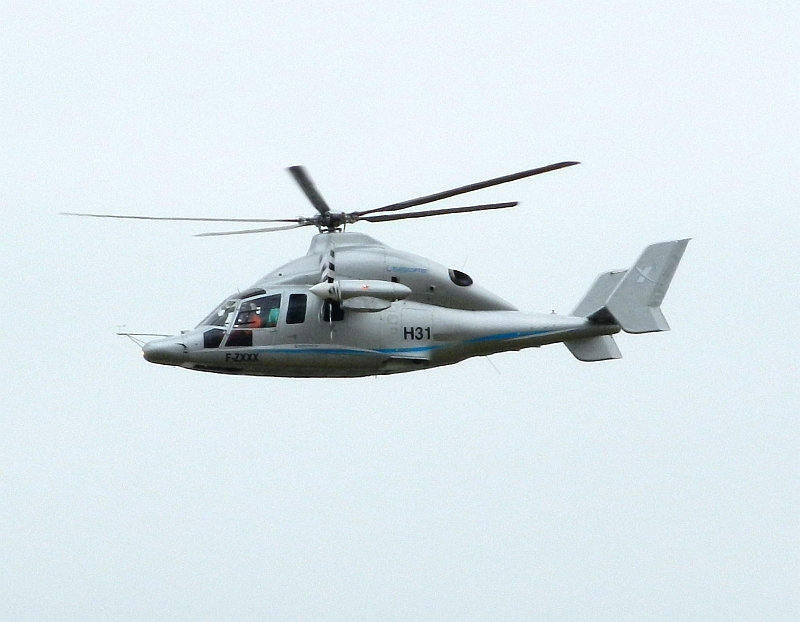
Le X3 au Salon du Bourget 2011